# لیک کومو (میسیسیپی)
لیک کومو (به انگلیسی: Lake Como) یک منطقهٔ مسکونی در ایالات متحده آمریکا است که در شهرستان جاسپر، میسیسیپی واقع شده‌است. لیک کومو ۱۰۴٫۸۵ متر بالاتر از سطح دریا واقع شده‌است.